# PCR in silico
La PCR in silico est un outil de bio-informatique utilisé pour simuler la PCR pour un ensemble d'amorces donné,,,.
Cet outil est utilisé pour optimiser le design des sondes en fonction de l'ADN (ou l'ADNc) cible. L'optimisation des sondes à deux objectifs : l'efficacité et la sélectivité. L'efficacité est améliorée en prenant en compte des facteurs tels que la proportion de GC, l'efficacité de l'hybridation, la complémentarité, la structure secondaire des acides nucléiques, et le point de fusion (Tm) de l'ADN.
Augmenter la sélectivité permet d'éviter que la sonde ne se fixe aléatoirement à un autre site, ou à une région conservée dans un autre gène de la même famille. Si la sélectivité est insuffisante, l'amplicon sera un mélange de multiples produits en plus de la séquence d'intérêt.

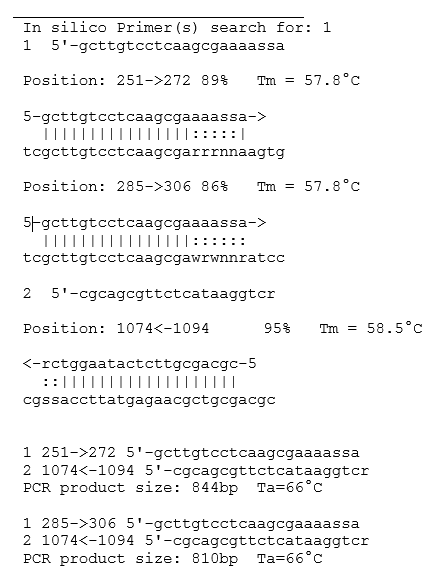
Résultats de PCR in silico obtenus avec le logiciel jPCR.

En dehors de la création d'amorces appropriées, les outils de PCR in silico permettent de prévoir l'emplacement de fixation d'une amorce, son orientation, la longueur de chaque amplicon, permettant de prévoir la mobilité en électrophorèse de ses différents composants, et d'identifier un éventuel cadre de lecture ouvert,.
De nombreux logiciels sont disponibles,,,. L'un des plus couramment utilisés est e-PCR, qui est en accès libre sur le site web du National Center for Biotechnology Information. FastPCR est un logiciel commercial permettant de tester simultanément un ensemble d'amorces pour des séquences-cibles multiples (PCR multiplexe).
VPCR permet de réaliser une simulation dynamique de PCR multiplexe, afin d'estimer les effets quantitatifs de la compétition entre les différents amplicons.
Une amorce peut se fixer à de nombreuses séquences prédites, mais seules les séquences avec pas ou peu de mauvais appariements (1 ou 2, selon la localisation) proches de l'extrémité 3' de l'amorce peuvent conduire à une extension par la polymérase. Cela concerne les 10-12 dernières bases près de l'extrémité 3',.